# Нэнди, Лиза
Лиза Ива Нэнди (англ. Lisa Eva Nandy; род. 9 августа 1979, Манчестер, Великобритания) — британский политик, член Лейбористской партии. Министр культуры, средств массовой информации и спорта с 5 июля 2024 года, член теневых кабинетов Джереми Корбина (2015—2016) и Кира Стармера (2020—2024).

## Биография
Родилась в 1979 году в семье марксиста и борца за расовое равноправие индийского происхождения Дипака Нанди и Луизы Байерс — дочери либерального политика лорда Байерса. Росла в городе Бери (графство Большой Манчестер), изучала политику в Ньюкаслском университете. Работала в благотворительных организациях, была избрана от Лейбористской партии в совет лондонского боро Хаммерсмит и Фулем.

### Политическая карьера
В 2010 году избрана в Палату общин от избирательного округа города Уиган, получив 48,5 % голосов — почти вдвое больше, чем её основной соперник, консерватор Майкл Уинстэнли (Michael Winstanley).
15 сентября 2015 года при формировании теневого кабинета Джереми Корбина включена в его состав как теневой министр энергетики и проблем изменения климата.
27 июня 2016 года вследствие недовольства политикой лидера лейбористов ввиду неблагоприятного для них исхода референдума о выходе Великобритании из Евросоюза одновременно двенадцать человек покинули теневой кабинет, после чего Корбин сам произвёл дополнительно восемнадцать замен, в числе прочих освободив от занимаемой должности и Лизу Нэнди.
Парламентские выборы в декабре 2019 года принесли Нэнди новую победу в прежнем округе: её поддержали 46,7 % избирателей (на 15,5 % меньше, чем в 2017 году, но её основной соперник, вновь консерватор — Эшли Уильямс (Ashley Williams) набрал только 31,8 %).
После катастрофического поражения лейбористов на этих выборах необходимость смены партийного лидера стала очевидной, и 4 января 2020 года Лиза Нэнди объявила о выдвижении своей кандидатуры на предстоящих выборах.
4 апреля 2020 года объявлены итоги прямых выборов — победителем стал Кир Стармер с результатом 56,2 %, а Лиза Нэнди заняла последнее место среди трёх кандидатов — её поддержали 16,2 % избирателей, а Ребекку Лонг-Бейли — 27,6 %.
5 апреля 2020 года назначена министром иностранных дел и по делам Содружества в теневом кабинете Кира Стармера.
29 ноября 2021 года Стармер произвёл новую серию кадровых перестановок в теневом правительстве, в числе прочих мер назначив Лизу Нэнди на новую должность теневого министра выравнивания, жилищного хозяйства и общин.
5 июля 2024 года получила портфель министра культуры, средств массовой информации и спорта в лейбористском правительстве Стармера, сформированном после поражения консерваторов на парламентских выборах.